# Pif le Mag
Pif le Mag è una rivista francese di fumetti fondata nel 2020.

## Storia editoriale
Dopo la messa in liquidazione di Super Pif nel 2018, nel 2020 venne fondata una nuova rivista dedicata a un pubblico di bambini e giovani.
Il primo numero venne pubblicato il 13 dicembre 2020 dal nuovo editore Les Éditions Vaillant e con Frédéric Lefebvre alla direzione.
Questa nuova pubblicazione gioca molto sull'ecologia e annuncia: "mai più gadget in plastica non riciclata, senza colle sintetiche, senza vernici UV". Anche la confezione della rivista è realizzata in plastica riciclabile.
Pif Le Mag la troviamo nelle edicole della Francia, del Belgio, del Lussemburgo, dei territori francesi d'oltremare, della Svizzera e del Canada.
Ai lettori, di questa nuova pubblicazione, vengono proposti nuovi illustratori e sceneggiatori. Riscontriamo, in questi primi numeri, nel mondo delle pubblicazioni giovanili a fumetti un cambio generazionale di autori e troviamo anche una visione nuova ambientalista.

## Collaborazioni
Nel periodico collaborano, tra gli altri, i seguenti autori:
Achdé, José Cabrero Arnal, Dino Attanasio, Cabu, André Chéret, François Corteggiani, Bob De Groot, Delinx, Mic Derib, Dupa, Franquin, Christian Godard, René Goscinny, Marcel Gotlib, Herlé, Victor Hubinon, Jacques Kamb, Roger Lécureux, Léo, Nikita Mandryka, Roger Mas, Guillermo Mordillo, Jacques Nicolaou, Peyo, Jean- Claude Poirier, Georges Rieu, Jean Roba, Jean-Jacques Sempé, Jean Tabary, Nicolas Tabary, Albert Uderzo, Zidrou